# Saphesia
Saphesia is een geslacht uit de ijskruidfamilie (Aizoaceae). Het geslacht telt een soort die voorkomt in Namibië.

## Soorten
- Saphesia flaccida (Jacq.) N.E.Br.

... · 
Antimima · 
Argyroderma · 
Carpobrotus · 
Disphyma · 
Dorotheanthus · 
Gibbaeum · 
Lapidaria · 
Lithops · 
Mesembryanthemum · 
Sceletium · 
Tetragonia · 
...